# Trachelopachys tarma
Trachelopachys tarma är en spindelart som beskrevs av Norman I. Platnick 1975. Trachelopachys tarma ingår i släktet Trachelopachys och familjen flinkspindlar.
Artens utbredningsområde är Peru. Inga underarter finns listade i Catalogue of Life.